# Tilloclytus haematocephalus
Tilloclytus haematocephalus är en skalbaggsart som först beskrevs av Louis Alexandre Auguste Chevrolat 1862.  Tilloclytus haematocephalus ingår i släktet Tilloclytus och familjen långhorningar. Inga underarter finns listade i Catalogue of Life.